# Delphic
Delphic es una banda de música electrónica de Marple Bridge, Stockport, Inglaterra. 

## Historia
Tiene cuatro miembros, Richard Boardman, Matt Cocksedge, James Cook y Dan Hadley. Su discográfica es Polydor, con la que lanzaron el sencillo "Counterpoint" en abril de 2009, este producido por Ewan Pearson. 
En 2009 la banda realizó un tour por Reino Unido, en un circuito de festivales musicales por la región, como T in the Park, Reading and Leeds Festivals, Creamfields y Bestival.
El sencillo "This Momentary" fue lanzado el 31 de agosto de 2009 a través de Kitsuné. El video de este fue nominado para tres categorías en el UK Music Video Awards, incluyendo Mejor cinematografía, Mejor edición y Mejor Telecine. 
Su primera aparición en TV fue en noviembre de 2009 en el programa Later... with Jools Holland. En 2009 forman parte de la lista de pistas musicales del videojuego de fútbol, Pro Evolution Soccer 2010 con la canción "Counterpoint".

## Álbum debut
En su página web, el 2 de noviembre de 2009 fue anunciado el lanzamiento del álbum debut, a titularse Acolyte y a ser lanzado con Polydor para el 11 de enero de 2010. El álbum contaría con diez pistas:
- "Clarion Call"
- "Doubt"
- "This Momentary"
- "Red Lights"
- "Acolyte"
- "Halcyon"
- "Submission"
- "Counterpoint"
- "Ephemera"
- "Remain"

## Discografía

### Álbumes y EP
- Acolyte (enero de 2010, Polydor)

### Sencillos
- "Counterpoint" (abril de 2009, R&S)
- "This Momentary" (agosto de 2009, Kitsuné)
- "Doubt" (enero de 2010, Polydor)